# Христо Чаракчиев
Христо Петров Чаракчиев е български офицер, генерал-майор от генералщабното ведомство, началник-щаб 10-а пехотна дивизия през Балканската, 6-а пехотна дивизия Междусъюзническата, командир на 2-ра бр. на 2-ра пехотна дивизия и началник-щаб на 3-та армия през Първата световна война.

## Биография
Христо Чаракчиев е роден на 9 март 1870 г. в Севлиево. На 28 септември 1888 постъпва на военна служба. През 1891 г. завършва Военното училище в София, като на 2 август е произведен в чин подпоручик и зачислен в 1-ви пехотен софийски полк. Следва в топографска школа. На 2 август 1894 г. е произведен в чин поручик, служи в 10-и пехотен родопски полк и на 15 ноември 1900 г. в чин капитан. Към 1900 година е на служба в 9-и. През 1901 г. завършва Николаевската генералщабна академия в Санкт-Петербург, Русия.
Служи в 18-и. На 19 февруари 1906 година е произведен в чин майор, служи като началник на административната секция в Щаба на армията, а след това и на информационната секция. На 22 септември 1910 в чин подполковник. Служи в щабовете на 2/51 и 1/1 бригади на 4-та пехотна преславска дивизия. В навечерието на Балканската война подполковник Чаракчиев е началник на информационно-цензурната секция при Щаба на армията.

### Балкански войни (1912 – 1913)
През Балканската война (1912 – 1913) подполковник Чаракчиев е началник-щаб на 10-а пехотна беломорска дивизия с която участва в операциите при Люлебургас и Чаталджа. На 1 ноември 1913 година е произведен в чин полковник.

### Първа световна война (1915 – 1918)
По време на Първата световна война (1915 – 1918) полковник Чаракчиев първоначално е командир на 2-ра бригада от 2-ра пехотна тракийска дивизия (ноември 1915 – февруари 1916), като воюва на Македонския военен театър и взема участие в боевете при Удово, Фурка и Дойран. През февруари 1917 г. полковник Чаракчиев е назначен за началник-щаб на 3-та армия, на който пост е до август същата година. На 15 август 1917 г. е произведен в чин генерал-майор. По-късно, през 1918 г. генерал-майор Чаракчиев става началник на Тиловото управление на съединените армии.
На 1 декември 1918 г. генерал-майор Чаракчиев преминава в запаса. След Първата световна война влиза в редовете на фашистката организация Съюз „Българска родна защита“, и става един от водачите ѝ. Редовно пише статии за вестник „Отечество“ – печатен орган на Съюза на запасните офицери, в който също членува. Той е един от идеолозите на теорията за расовия произход на българите, който го отличавал от славянските народи.
Генерал Чаракчиев почива през март 1943 година, а по време на комунистическия режим след 1944 г.е обявен за фашистки генерал.

## Военни звания
- Подпоручик (2 август 1891)
- Поручик (2 август 1894)
- Капитан (15 ноември 1900)
- Майор (19 септември 1906)
- Подполковник (22 септември 1910)
- Полковник (1 ноември 1913)
- Генерал-майор (15 август 1917)

## Награди
- Орден „За храброст“ III и IV степен, 2-ри клас
- Орден „Св. Александър“ IV степен с мечове по средата
- Орден „За военна заслуга“ V клас на обикновена лента
- Възпоменателен кръст „За независимостта“

## Почит
От 2013 година националисти от Севлиево, подкрепяни от Национална Съпротива България и други националистически организации съвместно организират възпоменателно факелно шествие в чест на генерал Христо Петров Чаракчиев на 9 март в родния му град. През 2018 г. е поставена паметна плоча на мястото където е била родната му къща, която да напомня за „Забравения герой от Дойран“, както е известен ген. Чаракчиев.